# Haplochromis ampullarostratus
Haplochromis ampullarostratus är en fiskart som beskrevs av Erwin Schraml 2004. Haplochromis ampullarostratus ingår i släktet Haplochromis och familjen Cichlidae. Inga underarter finns listade i Catalogue of Life.